# Bordtennis vid olympiska sommarspelen 1996
Bordtennisturneringen vid de olympiska sommarspelen 1996 avgjordes i  Atlanta.

## Medaljsummering
| Medaljfördelning |          |      |        |       |        |
| Placering        | Nation   | Guld | Silver | Brons | Totalt |
| 1                | Kina     | 4    | 3      | 1     | 8      |
| 2                | Taiwan   | 0    | 1      | 0     | 1      |
| 3                | Sydkorea | 0    | 0      | 2     | 2      |
| 4                | Tyskland | 0    | 0      | 1     | 1      |

## Medaljtabell
| Klass                      | Guld                               | Silver                        | Brons                                   |
| Singel, herrar Detaljer... | Liu Guoliang · Kina                | Wang Tao · Kina               | Jörg Roßkopf · Tyskland                 |
| Singel, damer Detaljer...  | Deng Yaping · Kina                 | Chen Jing · Taiwan            | Qiao Hong · Kina                        |
| Dubbel, herrar Detaljer... | Kina · Liu Guoliang · Kong Linghui | Kina · Lü Lin · Wang Tao      | Sydkorea · Lee Chul-Seung · Yoo Nam-Kyu |
| Dubbel, damer Detaljer...  | Kina · Deng Yaping · Qiao Hong     | Kina · Liu Wei · Qiao Yunping | Sydkorea · Park Hae-Jung · Ryu Ji-Hae   |

- Wikimedia Commons har media som rör Bordtennis vid olympiska sommarspelen 1996.